# Vanessa Chu
Vanessa Chu Man-Yee (chinesisch 朱玟懿; * 29. September 1994 in Hongkong) ist eine ehemalige Hongkonger Squashspielerin. 

## Karriere
Vanessa Chu begann ihre professionelle Karriere in der Saison 2012 und gewann sieben Titel auf der PSA World Tour. Ihre höchste Platzierung in der Weltrangliste erreichte sie mit Position 49 im Juli 2019. Mit der Hongkonger Nationalmannschaft nahm sie 2014 an der Asienmeisterschaft teil und wurde mit dieser nach einer Finalniederlage gegen Malaysia Vizeasienmeister.

## Erfolge
- Vizeasienmeister mit der Mannschaft: 2014
- Gewonnene PSA-Titel: 7